# Tripleurospermum maritimum
La manzanilla marítima (Tripleurospermum maritimum) es una especie de planta con flores perteneciente a la familia Asteraceae.

## Descripción
Es perenne o bienal de tallos extendidos a erectos, ramosos por arriba, desde 10 hasta 80 cm. Los tallos y las hojas son glabros o con unos pocos pelos dispersos. Las hojas son bi-tridivididas con segmentos cortos y carnosos, con el extremo obtuso o cortamente mucronado. Puede producir de 10 a 50 capítulos de 3-5 cm de diámetro, con flores exteriores son liguladas blancas de hasta 2 cm, y flores interiores tubulosas amarillas con 5 lóbulos cortos. Brácteas involucrales oblongas, con márgenes escariosos marrones. Los aquenios de 1.8-3.5 × 1-2 mm, están más o menos comprimidos lateralmente, con 3 costillas pálidas o marrones en una cara y 2 características glándulas resinosas alargadas longitudinalmente en el ápice de la otra cara. El vilano está reducido a una pequeña corona de margen truncado. Presenta un período reproductivo muy largo ya que florece y fructifica desde finales del invierno o principios de primavera hasta verano-otoño

## Distribución y hábitat
El área de distribución nativa de esta especie se extiende desde Groenlandia hasta buena parte de Europa (especialmente en Alemania, Bélgica, Dinamarca, España, Finlandia, Francia, Irlanda, Islandia, Noruega, Países Bálticos, Países Bajos, Polonia, Portugal, Reino Unido, Rusia europea y Suecia). Crece principalmente en el bioma templado.
Estas plantas prosperan en suelos nitrófilos propia de ambientes halófilos y subhalófilos que se mantienen húmedos todo el año. Aparentemente indiferente a la granulometría del sustrato, parece no obstante preferir aquellas situaciones en las que se produce una gran acumulación de materia orgánica, bien procedente de los arribazones de las mareas en playas y bordes de canales de estuarios, o bien derivada de la actividad de aves marinas, en ambiente de acantilado.
Habita en lugares baldíos, playas, dunas y arrecifes.

## Taxonomía
La especie fue descrita inicialmente como Matricaria maritima por Carlos Linneo y publicada en Species Plantarum 2: 891, en 1753, actualmente es tanto un sinónimo como el basónimo de esta; y ulteriormente, sería transferida al género Tripleurospermum por Wilhelm Daniel Joseph Koch en Synopsis Florae Germanicae et Helveticae (ed. 2) 3: 1026, en 1845.

#### Etimología
Véase: Tripleurospermum
maritimum: epíteto latino que significa "marítima, en la costa del mar".

#### Subespecies
Comprende 4 subespecies aceptadas:
- Tripleurospermum maritimum subsp. boreale (Hartm.) A.Pedersen, 1972
- Tripleurospermum maritimum subsp. maritimum
- Tripleurospermum maritimum subsp. nigriceps P.D.Sell, 2006
- Tripleurospermum maritimum subsp. vinicaule P.D.Sell, 2006